# Arroyo del Pescado
El arroyo del Pescado  es un curso de agua uruguayo que atraviesa el departamento de  Florida  perteneciente a la cuenca del Plata.
Nace en la Cuchilla Grande, desemboca en el río Yí tras recorrer alrededor de 28 km.
Su principal afluente es el arroyo Molles del Pescado.